# Bergens syv fjelde
Bergens syv fjelde eller på norsk de syv fjell er et fællesnavn på syv bjerge, der ligger rundt om byen Bergen i Norge. Der er ikke fuld enighed om, hvilke bjerge som hører med til de syv, og man bruger også betegnelsen Byfjeldene for at udvide begrebet.
De oprindelige syv findes blandt de følgende:
- Ulriken
- Fløyen
- Rundemanen
- Blåmanen
- Sandviksfjellet
- Løvstakken
- Damsgårdsfjellet
- Lyderhorn
- Kolbeinsvarden

At der er tale om lige syv fjelde, er formentlig inspireret af Roms syv højder, og her menes Holberg at være ophavsmanden. Han omtaler nemlig "Rundemanden, Flöyen, Oldrik, Solheims Field, Damsfieldet, Ludderhorn, og Askelandsbierg". Statsarkivar Yngve Nedrebø i Bergen påpeger, at Bergens segl fra 1444 viser en borg med et tårn ovenpå syv bjerge. På baggrund af dette segl er Nedrebø sikker på, at betegnelsen "de syv fjell" blev benyttet allerede i middelalderen.
Der er da heller ikke tale om syv selvstændige bjergtoppe, hvoraf Ulriken, Fløyfjellet og Sandviksfjellet er synlige i østlig retning fra Bergen centrum (med Rundemanen og Blåmanen skjult bagved Fløyfjellet). Disse fem er alle del af det samme bjergmassiv.
Den årlige "7-fjellstur" blev i 2020 aflyst for første gang pga pandemien.